# John Taylor Hamilton

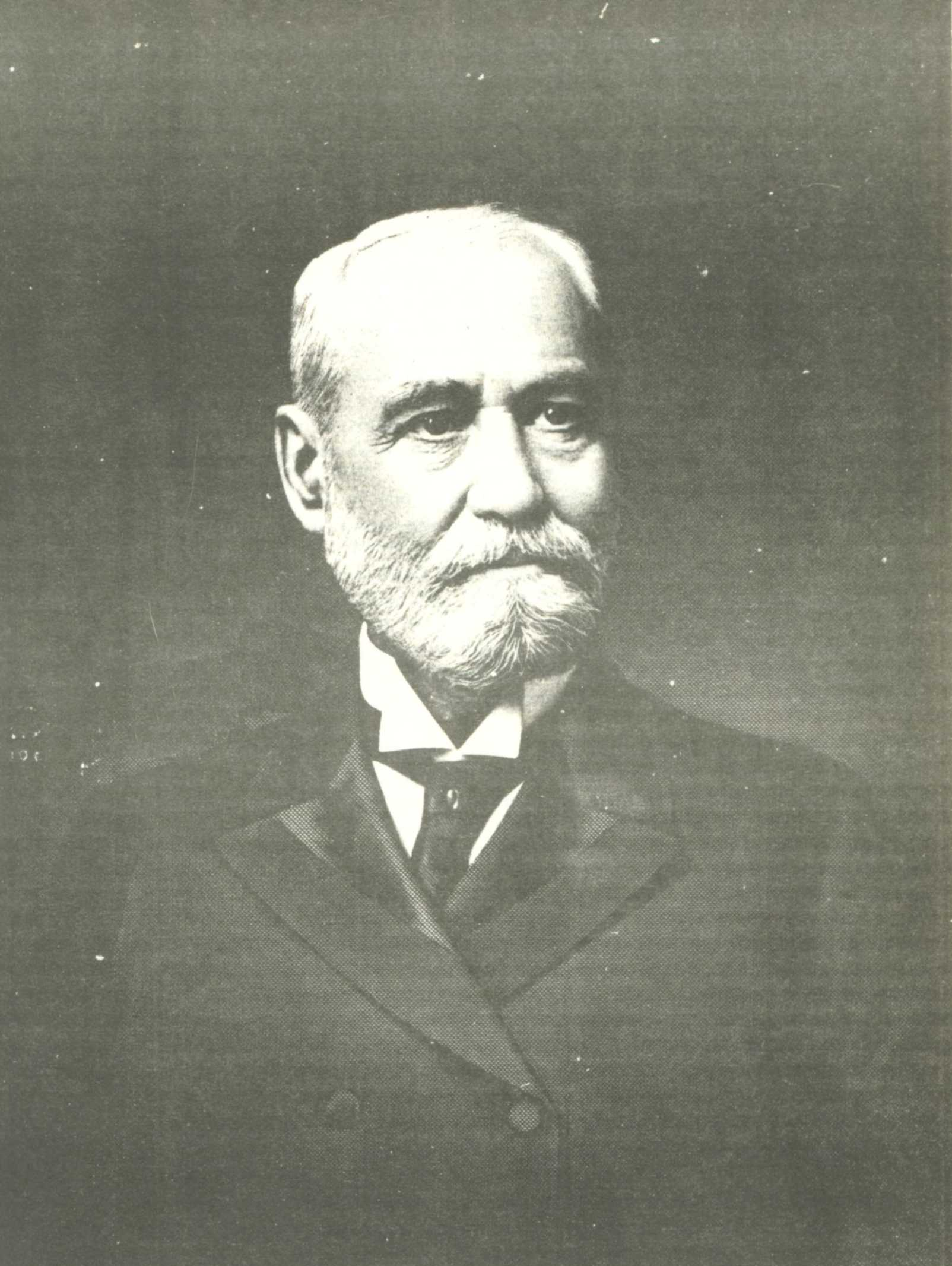
John Taylor Hamilton

John Taylor Hamilton (* 16. Oktober 1843 bei Geneseo, Henry County, Illinois; † 25. Januar 1925 in Cedar Rapids, Iowa) war ein US-amerikanischer Politiker. Zwischen 1891 und 1893 vertrat er den Bundesstaat Iowa im US-Repräsentantenhaus.

## Werdegang
John Hamilton besuchte die öffentlichen Schulen seiner Heimat einschließlich der Geneseo Academy. Im Jahr 1868 zog er nach Cedar Rapids in Iowa, wo er mit landwirtschaftlichen Bedarfsartikeln handelte. Im Jahr 1878 wurde er zum Bürgermeister von Cedar Rapids gewählt. Zwischen 1882 und 1884 war Hamilton Mitglied im Kreistag des Linn County. Außerdem wurde er Präsident der Cedar Rapids Savings Bank und der Electric Lights Company.
Politisch war Hamilton Mitglied der Demokratischen Partei. Zwischen 1885 und 1891 saß er als Abgeordneter im Repräsentantenhaus von Iowa; dort war er zeitweise Präsident des Hauses. 1890 wurde er im fünften Wahlbezirk von Iowa in das US-Repräsentantenhaus in Washington, D.C. gewählt, wo er am 4. März 1891 die Nachfolge von Daniel Kerr antrat. Da er bei den Wahlen des Jahres 1892 dem Republikaner Robert G. Cousins unterlag, konnte er bis zum 3. März 1893 nur eine Legislaturperiode im Kongress absolvieren.
Nach dem Ende seiner Zeit im Repräsentantenhaus setzte er seine geschäftliche Laufbahn in Cedar Rapids fort. Er war in verschiedenen Branchen tätig. Im Jahr 1899 wurde er Präsident der Merchants National Bank. Zwischen 1906 und 1909 gehörte er dem Kontrollausschuss des Staates Iowa an. Im Jahr 1914 kandidierte John Hamilton erfolglos für das Amt des Gouverneurs von Iowa. Dabei unterlag er dem Amtsinhaber George W. Clarke. John Hamilton starb am 25. Januar 1925 in Cedar Rapids und wurde dort auch beigesetzt.